# カリビアン・RUM
カリビアン・RUM（カリビアン・ラム）は、日本の女子プロレスラー。
身長162cm、体重60kg、血液型不明。
正体は明かされていないが、男子説が根強い。

## 経歴・戦歴
2006年
- 10月7日、東京・新木場1stRING「格闘美～Dreamer06～」において、対渋谷シュウ、浦井百合組戦でデビュー。デビュー戦のパートナーは、カリビアン・KIM。カリビアン・インパクトで浦井から勝利。
- 10月28日、東京・新木場1stRING「格闘美～Dreamer06～」において、チェリーと対戦。勝利。
- 12月3日、東京・新木場1stRING「格闘美～Dreamer06～」において、風香と対戦。敗れる。

## 得意技
- カリビアン・インパクト
- カリビアン・ジャベ

## 入場テーマ曲
- 「パイレーツ・オブ・カリビアンのテーマ」